# Sigue Sigue Sputnik
Sigue Sigue Sputnik (Сиг Сиг Спутник) — британская постпанк-группа, созданная в Лондоне, Англия, в 1982 году бывшим участником группы Generation X Тони Джеймсом.

## История
Группа была создана в 1982 году, когда Тони Джеймс дал объявление о поиске солиста в газету Melody Maker. По предложению менеджера The Boomtown Rats, коллектив назвали Sigue Sigue Sputnik — в честь мифической московской уличной банды «Жги, жги, спутник», заметку о которой опубликовала Herald Tribune. 
В 1984 был заключён контракт с EMI, в феврале 1986 выходит сингл «Love Missile F1-11» («Любовная ракета Ф1-11»), музыкальным продюсером которого выступил Джорджо Мородер.

## Стиль
Темы песен и образы музыкантов создавались под влиянием таких фильмов, как «Заводной апельсин», «Терминатор», «Бегущий по лезвию», трилогии «Безумный Макс», а также групп Suicide и New York Dolls.

## Дискография

### Альбомы
- 1986 — Flaunt It
- 1988 — Dress for Excess[англ.]
- 1990 — The First Generation
- 2001 — Piratespace
- 2002 — Black Elvis vs. The Kings of Electronic Rock and Roll
- 2003 — Ultra Real

### Синглы
- 1986 "Love Missile F1-11"
- 1986 "21st Century Boy"
- 1986 "Massive Retaliation"
- 1986 "Sex Bomb Boogie"
- 1986 "Sci-Fi Sex Stars"
- 1988 "Success"
- 1989 "Albinoni vs. Star Wars"
- 1989 "Dancerama"
- 1989 "Rio Rocks"
- 2001 "Love Missile F1-11" (Westbam remix)
- 2002 "Everybody Loves You"
- 2004 "Grooving With Mr. Pervert"